# Чарлс Г. Доз
Чарлс Гејтс Доз (енгл. Charles Gates Dawes; Маријета, 27. август 1865 — Еванстон, 23. април 1951) је био амерички банкар и политичар који је служио као 30. потпредседник Сједињених Држава у периоду од 1925. до 1929, за време мандата председника Калвина Кулиџа. Због рада на Дозовом плану који се тицао ратних репарација након Првог светског рата, Доз је био ко-добитник Нобелове награде за мир. Служио је у Првом светском рату, био је контролер валуте, први директор Бироа за буџет, и касније, амбасадор Сједињених Држава у Уједињеном Краљевству.
Чарлс Доз се венчао са Каро Блимијер 24. јануара 1889, и имали су двоје биолошке деце, Руфуса Фиринга Доза и Каролин Доз, као и двоје усвојене деце, Дејну МакКачон и Вирџинију Доз (Waller 1998: 273).

## Изабрана библиографија
Списак који следи је добијен из Nobel Lectures, Peace 1901-1925, Haberman, 1972. Списак се може наћи и овде.